# 富丰桥站
富丰桥站是一个位于中国北京市丰台区看丹街道西四环南路、富丰路、科兴路交叉口，属于北京地铁16号线的地铁车站，2022年12月31日启用。

## 位置
富丰桥站位于北京市区西南部，四环路，富丰路和科兴路交叉口南侧，呈东西走向。

## 结构

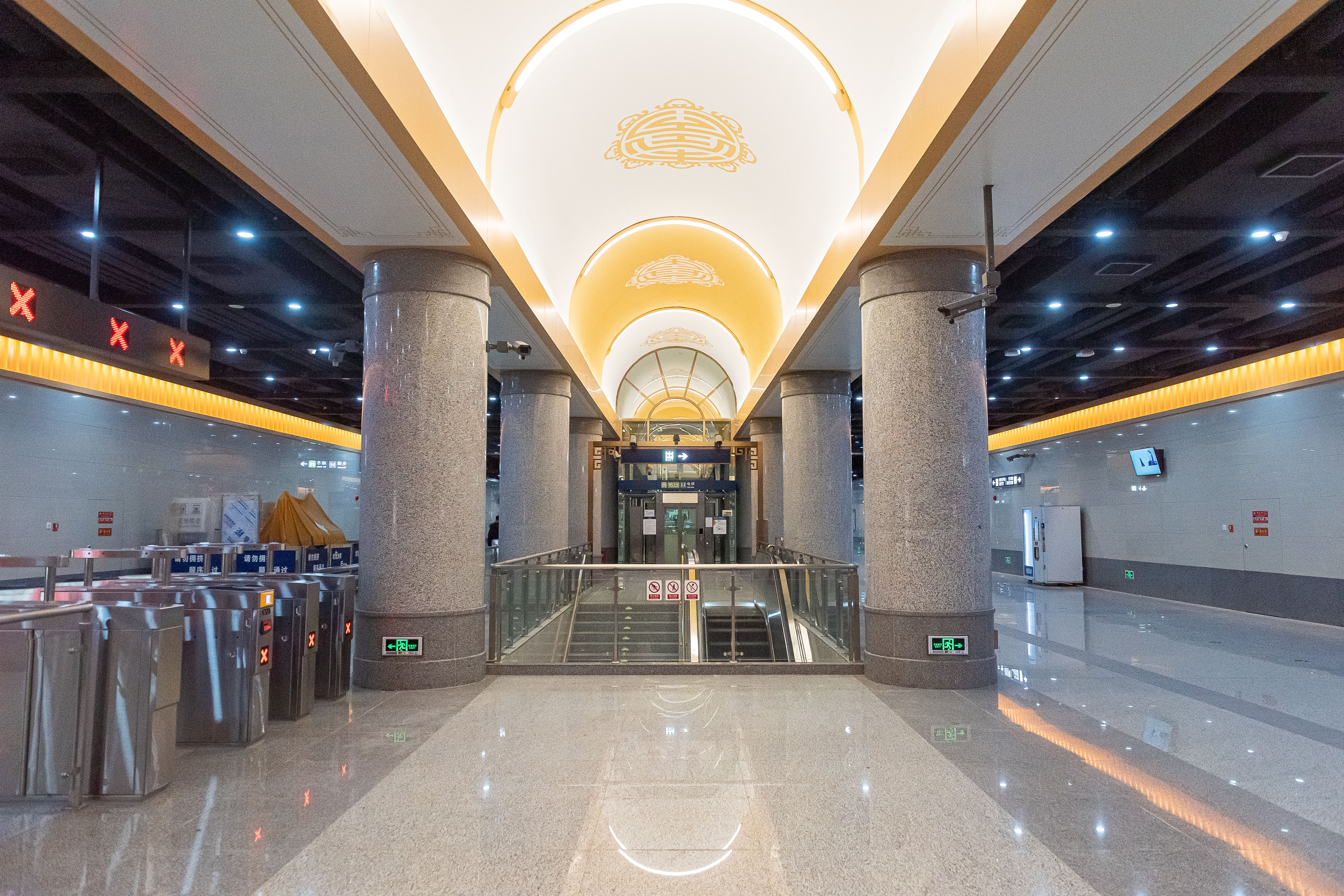
站厅

富丰桥站为地下二层车站，岛式站台设计。

### 车站楼层
| 地面层   | 出入口                   | A-E出入口                        |
| 地下一层 | 站厅                     | 客务中心、自动售票机、进出站闸机 |
| 地下二层 |                          | █ 16号线往北安河（丰台南路）     |
| 地下二层 | 岛式站台，左側開门       |                                  |
| 地下二层 | █ 16号线往宛平城（看丹） |                                  |

### 出入口
|                       |          |                                                            |      |                |
| 编号                  | 指示     | 建议前往的目的地                                           | 图片 | 无障碍设施图片 |
| 出口 · A · 升降机标志 | 富丰路   | 富丰路（北侧）、西四环南路辅路（西侧）、资和信百货商场     |      |                |
| 出口 · B              | 科兴路   | 科兴路（北侧）、西四环南路辅路（东侧）、丰台区丰台第八小学 |      | 不適用         |
| 出口 · C · 升降机标志 | 看丹南路 | 科兴路（南侧）、西四环南路辅路（东侧）、欧尚超市（科兴店） |      |                |
| 出口 · D              | 富丰路   | 富丰路（南侧）、西四环南路辅路（西侧）、星火科技大厦       |      | 不適用         |
| 註： 設有             |          |                                                            |      |                |